# Región geográfica intermedia de Chapecó
La región geográfica intermedia de Chapecó es una de las siete regiones intermedias del estado brasileño de Santa Catarina y una de las 134 regiones intermediarias de Brasil, creadas por el Instituto Brasileño de Geografía y Estadística (IBGE) en 2017. Está compuesta por 109 municipios, distribuidos en siete regiones geográficas inmediatas.
Su población total estimada por el Instituto Brasileño de Geografía y Estadística (IBGE) para julio de 2018 era de 1 115 238 habitantes, distribuidos en una área total de 24 599.429 km².
Chapecó es el municipio más poblado de la región intermedia, con 251 150 habitantes, en consonancia con estimativas de 2022 del IBGE.
| Región Geográfica Inmediata | Código | Municipios                   |
| --------------------------- | ------ | ---------------------------- |
| Chapecó                     | 420007 | Águas de Chapecó             |
| Chapecó                     | 420007 | Águas Frias                  |
| Chapecó                     | 420007 | Arvoredo                     |
| Chapecó                     | 420007 | Caibi                        |
| Chapecó                     | 420007 | Caxambu do Sul               |
| Chapecó                     | 420007 | Chapecó                      |
| Chapecó                     | 420007 | Cordilheira Alta             |
| Chapecó                     | 420007 | Coronel Freitas              |
| Chapecó                     | 420007 | Cunhataí                     |
| Chapecó                     | 420007 | Formosa do Sul               |
| Chapecó                     | 420007 | Guatambu                     |
| Chapecó                     | 420007 | Irati                        |
| Chapecó                     | 420007 | Jardinópolis                 |
| Chapecó                     | 420007 | Lajeado Grande               |
| Chapecó                     | 420007 | Marema                       |
| Chapecó                     | 420007 | Modelo                       |
| Chapecó                     | 420007 | Mondaí                       |
| Chapecó                     | 420007 | Nova Erechim                 |
| Chapecó                     | 420007 | Nova Itaberaba               |
| Chapecó                     | 420007 | Paial                        |
| Chapecó                     | 420007 | Palmitos                     |
| Chapecó                     | 420007 | Pinhalzinho                  |
| Chapecó                     | 420007 | Planalto Alegre              |
| Chapecó                     | 420007 | Quilombo                     |
| Chapecó                     | 420007 | Riqueza                      |
| Chapecó                     | 420007 | Santiago do Sul              |
| Chapecó                     | 420007 | São Carlos                   |
| Chapecó                     | 420007 | Saudades                     |
| Chapecó                     | 420007 | Serra Alta                   |
| Chapecó                     | 420007 | Sul Brasil                   |
| Chapecó                     | 420007 | União do Oeste               |
| Chapecó                     | 420007 | Xaxim                        |
| Joaçaba-Herval d'Oeste      | 420008 | Abdon Batista                |
| Joaçaba-Herval d'Oeste      | 420008 | Água Doce                    |
| Joaçaba-Herval d'Oeste      | 420008 | Campos Novos                 |
| Joaçaba-Herval d'Oeste      | 420008 | Capinzal                     |
| Joaçaba-Herval d'Oeste      | 420008 | Catanduvas                   |
| Joaçaba-Herval d'Oeste      | 420008 | Celso Ramos                  |
| Joaçaba-Herval d'Oeste      | 420008 | Erval Velho                  |
| Joaçaba-Herval d'Oeste      | 420008 | Herval d'Oeste               |
| Joaçaba-Herval d'Oeste      | 420008 | Ibicaré                      |
| Joaçaba-Herval d'Oeste      | 420008 | Jaborá                       |
| Joaçaba-Herval d'Oeste      | 420008 | Joaçaba                      |
| Joaçaba-Herval d'Oeste      | 420008 | Lacerdópolis                 |
| Joaçaba-Herval d'Oeste      | 420008 | Luzerna                      |
| Joaçaba-Herval d'Oeste      | 420008 | Ouro                         |
| Joaçaba-Herval d'Oeste      | 420008 | Treze Tílias                 |
| Joaçaba-Herval d'Oeste      | 420008 | Vargem                       |
| Joaçaba-Herval d'Oeste      | 420008 | Vargem Bonita                |
| Joaçaba-Herval d'Oeste      | 420008 | Zortéa                       |
| São Miguel do Oeste         | 420009 | Anchieta                     |
| São Miguel do Oeste         | 420009 | Bandeirante                  |
| São Miguel do Oeste         | 420009 | Barra Bonita                 |
| São Miguel do Oeste         | 420009 | Belmonte                     |
| São Miguel do Oeste         | 420009 | Descanso                     |
| São Miguel do Oeste         | 420009 | Dionísio Cerqueira           |
| São Miguel do Oeste         | 420009 | Flor do Sertão               |
| São Miguel do Oeste         | 420009 | Guaraciaba                   |
| São Miguel do Oeste         | 420009 | Guarujá do Sul               |
| São Miguel do Oeste         | 420009 | Iporã do Oeste               |
| São Miguel do Oeste         | 420009 | Itapiranga                   |
| São Miguel do Oeste         | 420009 | Palma Sola                   |
| São Miguel do Oeste         | 420009 | Paraíso                      |
| São Miguel do Oeste         | 420009 | Princesa                     |
| São Miguel do Oeste         | 420009 | Romelândia                   |
| São Miguel do Oeste         | 420009 | Santa Helena                 |
| São Miguel do Oeste         | 420009 | São João do Oeste            |
| São Miguel do Oeste         | 420009 | São José do Cedro            |
| São Miguel do Oeste         | 420009 | São Miguel do Oeste          |
| São Miguel do Oeste         | 420009 | Tunápolis                    |
| Concórdia                   | 420010 | Alto Bela Vista              |
| Concórdia                   | 420010 | Arabutã                      |
| Concórdia                   | 420010 | Concórdia                    |
| Concórdia                   | 420010 | Ipira                        |
| Concórdia                   | 420010 | Ipumirim                     |
| Concórdia                   | 420010 | Irani                        |
| Concórdia                   | 420010 | Itá                          |
| Concórdia                   | 420010 | Lindóia do Sul               |
| Concórdia                   | 420010 | Peritiba                     |
| Concórdia                   | 420010 | Piratuba                     |
| Concórdia                   | 420010 | Presidente Castello Branco   |
| Concórdia                   | 420010 | Seara                        |
| Xanxerê                     | 420011 | Abelardo Luz                 |
| Xanxerê                     | 420011 | Bom Jesus                    |
| Xanxerê                     | 420011 | Coronel Martins              |
| Xanxerê                     | 420011 | Entre Rios                   |
| Xanxerê                     | 420011 | Faxinal dos Guedes           |
| Xanxerê                     | 420011 | Ipuaçu                       |
| Xanxerê                     | 420011 | Ouro Verde                   |
| Xanxerê                     | 420011 | Passos Maia                  |
| Xanxerê                     | 420011 | Ponte Serrada                |
| Xanxerê                     | 420011 | São Domingos                 |
| Xanxerê                     | 420011 | Vargeão                      |
| Xanxerê                     | 420011 | Xanxerê                      |
| Xanxerê                     | 420011 | Xavantina                    |
| Maravilha                   | 420012 | Bom Jesus do Oeste           |
| Maravilha                   | 420012 | Cunha Porã                   |
| Maravilha                   | 420012 | Iraceminha                   |
| Maravilha                   | 420012 | Maravilha                    |
| Maravilha                   | 420012 | Saltinho                     |
| Maravilha                   | 420012 | Santa Terezinha do Progresso |
| Maravilha                   | 420012 | São Miguel da Boa Vista      |
| Maravilha                   | 420012 | Tigrinhos                    |
| São Lourenço do Oeste       | 420013 | Campo Erê                    |
| São Lourenço do Oeste       | 420013 | Galvão                       |
| São Lourenço do Oeste       | 420013 | Jupiá                        |
| São Lourenço do Oeste       | 420013 | Novo Horizonte               |
| São Lourenço do Oeste       | 420013 | São Bernardino               |
| São Lourenço do Oeste       | 420013 | São Lourenço do Oeste        |